# 村上悠華
村上 悠華（むらかみ ゆか、2003年〈平成15年〉1月30日 - ）は、日本のAV女優。東京都出身。LIGHT所属。

## 経歴
2023年9月12日、S1 NO.1 STYLE（エスワン）専属女優としてデビュー。9月22日にはテレビ東京『月ともぐら』に出演し、テレビ初出演を果たす。
2023年12月11日週FANZA動画フロアランキングにて、『新人NO.1 STYLE 村上悠華 AVデビュー』が5位にランクイン。
同年12月18日週FANZA通販フロアランキングにて、イメージビデオ『ALL NUDE 村上悠華』が初登場9位を記録。
同年11月4日週FANZA通販フロアランキングにて、出演した『S1 PRECIOUS GIRLS 2024 オールスター24名大集合ハーレムアイランドSpecial』が初登場1位にランクイン。11月11日週では同作が1位。DVD版も3位ランクイン。
2024年12月、翌年3月をもって休業予定であることを公表したが、6月には仕事復帰した。
2025年2月3日週FANZA動画フロアランキングにて共演作、『食べごろ姉妹のからだ。親戚の娘2人を預かることになった変態おじ』が9位となる。
同年4月21日週FANZA動画フロアランキングにて、『食べごろ姉妹のからだ～』が3位に再上昇した。同年5月26日週FANZAレンタルフロアランキングにて、『食べごろ姉妹のからだ～』が1位ランクイン。6月2日週同ランキング、6月9日週同ランキングでも1位を維持。同年7月21日週FANZA動画フロアランキングにて同作が再び2位までランクアップした。

## 人物
- 元々旅行好きだったことや、ある企業の会社説明会に参加した際に、可愛くてキラキラしているバスガイドのお姉さんを見かけて、「絶対、この人みたいになりたい!」と思ったことをきっかけに、デビュー前はバスガイドをしていた[14]。AV女優に転身したきっかけは三上悠亜に憧れていたため[14]。
- 高校時代は弓道部に所属していた[15]。
- 初体験は中学2年生の時で相手は高校1年生の彼氏だった[14]。
- イラストレーターの杜のひやし中華は「アイドル顔負けのビジュアルと均整の取れたメリハリボディ。見た目は清純っぽいのに、SEXでは侮れないポテンシャルを発揮」と批評[16]。AVライターのくろがね阿礼は「男の反応を見ながら念入りに舌を使うフェラ、ねっとりベロキスをしながらの手コキはフル勃起必至」とテクニックを評価した[16]。

## 作品

### アダルトビデオ
- 新人NO.1 STYLE 村上悠華 AVデビュー（9月12日、S1 NO.1 STYLE）
- 村上悠華 イッて、イッて、さらにイク!初体験めちゃイキ3本番（10月10日、S1 NO.1 STYLE）
- 交わる体液、濃密セックス 完全ノーカットスペシャル（11月14日、S1 NO.1 STYLE）
- 激イキ220回!痙攣5500回!イキ潮2300cc!20歳の透明感美少女 村上悠華 エロス覚醒 人生一番の大・痙・攣スペシャル（12月12日、S1 NO.1 STYLE）

- 1ヶ月禁欲した村上悠華の性欲解放!痙攣、悶絶、絶叫オーガズム（1月9日、S1 NO.1 STYLE）[17]
- 彼女が目を離すとスグに濃厚接吻。大胆過ぎる彼女のお姉さんとこっそりベロキス性交（2月27日、S1 NO.1 STYLE）
- 敏感すぎてごめんなさい!カメラ目線のルールを無視してエビ反りまくる絶頂潮垂れ流しポルチオ開発（3月12日、S1 NO.1 STYLE）
- 出張先で軽蔑している中年セクハラ上司とまさかの相部屋に…朝まで続く絶倫性交に不覚にも感じてしまった私（4月9日、S1 NO.1 STYLE）
- 村上悠華のスリムな肉感を48時間独占! 何度イッても終わることのない求愛オーガズム温泉旅行（5月14日、S1 NO.1 STYLE）
- 大勢の男達に囲まれ次から次へとブッ挿されイキ潮ブッシャー!人生初 大・乱・交!（6月11日、S1 NO.1 STYLE）
- 射精させてもしゃぶるのをヤメない小悪魔ナースの追撃サイトメトリーフェラ（7月9日、S1 NO.1 STYLE）
- 幼馴染とふざけて始めたセックスごっこで発情スイッチ入った僕らは猿みたいに何度も何度も…（8月13日、S1 NO.1 STYLE）
- 「やめて」が言えない女子大生は初めてサレた感触が忘れられずまさかの電車痴漢の虜に…（9月10日、S1 NO.1 STYLE）
- いつも僕を見下してくる可愛いけど生意気な後輩と出張先で一晩一緒に過ごしたら… 何度もチ●ポ欲しがってきた!（10月8日、S1 NO.1 STYLE）
- いつも僕をエッチにからかい、勃起させてくるマセた先輩が遂に射精まで企んでるらしい!（11月12日、S1 NO.1 STYLE）[18]
- 村上悠華 ベスト解禁 デビュー1周年 最新12タイトル11時間スペシャル（11月26日、S1 NO.1 STYLE）※単体ベスト
- フレッシュ教育実習生が若い彼氏よりも中年オヤジ教師にドンハマりしてくキメキメ媚薬漬けNTR 村上悠華（12月10日、S1 NO.1 STYLE）
- S1 PRECIOUS GIRLS 2024 オールスター24名大集合ハーレムアイランドSpecial（12月10日、S1 NO.1 STYLE）[19][20][21]

- 「先輩、一緒に終電逃して私の家泊まりましょ?」会社の巨乳後輩の誘いに乗ったらあざと可愛いすっぴんとモチモチの無防備おっぱいに僕は理性が吹っ飛び…（1月14日、S1 NO.1 STYLE）[1][22]
- 食べごろ姉妹のからだ。親戚の娘2人を預かることになった変態おじ（2月11日、S1 NO.1 STYLE）
- エスワン20周年記念 AV業界史に残る最強タッグ作品 顔面偏差値No.1の女子生徒たちがヌキハメ放題で来場者を満足させてくれるエスワン学園射精祭（3月11日、S1 NO.1 STYLE）[23]
- ヤリサーの男達に雑に寝取られといてピースなんかすんなよ…僕の大切な年下彼女が大学のチャラ男たちとノリノリSEXを楽しんでいた…。（4月8日、S1 NO.1 STYLE）
- 淫キャの水泳部が教師に変態されるまで（5月13日、S1 NO.1 STYLE）[24]
- エスワン20周年記念 AV業界史に残る最強タッグ作品 世界トップクラスの美女に囲まれて柔らか艶肌むぎゅむぎゅ超密着!スッキリ連続射精!キス、乳首、股間…性感帯シンクロ同時責め【主観】あなただけの性処理専門全裸メイド倶楽部（5月27日、S1 NO.1 STYLE）[25]
- 村上悠華を【強力媚薬】でぶっ壊したい。この肉体がイキ跳ねて大痙攣するエビ反り超媚薬漬けアクメ（6月10日、S1 NO.1 STYLE）
- おかしぐなっちゃう゛ぅぅ!!客もセラピもお互いに淫薬でムラってアヘって グチャみどろにガンギマる 強力媚薬エステティシャン（7月8日、S1 NO.1 STYLE）
- エスワン20周年記念 AV業界史に残る最強タッグ作品 1×18。AVメーカーS1所属の新人ADの俺は、最高セクシー女優様たちにこっそりシコられ、ハメられ、エロいことに巻き込まれる、AV職場ラッキーSEX（7月22日、S1 NO.1 STYLE）[26]
- スノボしか取り柄のない俺が滑りと密着レッスンでガチで可愛い女友達を欲しがり淫乱ビッチにさせちゃった!ゲレンデの発情マジック（8月12日、S1 NO.1 STYLE）

### アダルトVR
- VR No.1STYLE ＜村上悠華＞ 解禁 20歳の透明感美少女とドキドキSEX体験SP（10月21日、S1 NO.1 STYLE）

- 抱き心地No.1ボディをず～っと密着…無邪気で元気な女の子と透明感のある大人のオンナ村上悠華の魅力で埋め尽くされる究極同棲VR（2月20日、S1 NO.1 STYLE）
- 「1人のお留守番さびしいな…」幼馴染の両親が旅行で不在の2日間、怖がりで抱きついてくる悠華の柔らかいおっぱいに興奮を抑えきれず両想いが爆発した。（4月13日、S1 NO.1 STYLE）
- もっちもち白柔おっぱいで全力ご奉仕全裸メイド（7月18日、S1 NO.1 STYLE）

- 天真爛漫で元気いっぱいなアノ子は二人きりになると汐らしく従順で超ドM 最高のセフレと完全いいなり温泉調教デート（2月10日、S1 NO.1 STYLE）
- 骨折してオナニーできないオレ（兄）の代わりにこっそり戸惑い恥じらいながらも性処理してくれるブラコン妹ナース × 天井特化 × おっぱい超揺れ騎乗位 村上悠華（4月7日、S1 NO.1 STYLE）

### イメージビデオ
2024年
- ALL NUDE 村上悠華（1月23日、Aircontrol）
- Yuka Happy♡moment 村上悠華（6月20日、REbecca）

2025年
- 美女のハダカ 村上悠華（2月26日、スパイスビジュアル）

### デジタル写真集
- FLASHデジタル写真集R 村上悠華 バスガイド、ヌード旅へ。（2024年9月20日、光文社、撮影：青山裕企）
- S1 COLLECTION vol.1（2025年4月22日、a-list photo anthology）※『S1 NO.1 STYLE』専属女優15名によるオムニバス写真集。
- S1 COLLECTION vol.2（2025年5月30日、a-list photo anthology）※『S1 NO.1 STYLE』専属女優8名によるオムニバス写真集。
- S1 COLLECTION vol.3（2025年6月30日、S1 NO.1 STYLE）※『S1 NO.1 STYLE』専属女優8名によるオムニバス写真集。

## 製品

### カレンダー
- 村上悠華 2025年カレンダー（2024年10月12日、トライエックス）
- 卓上 村上悠華 2025年カレンダー（2024年10月12日、トライエックス）

## 出演

### テレビ
- 月ともぐら（2023年9月22日 - 10月20日・11月17日 - 12月15日・2024年3月22日 - 5月17日・7月19日 - 8月23日、テレビ東京）[27]
- ビ〜チ9（2024年3月、テレビ埼玉） - 3月マンスリーゲスト

### ラジオ
- ねむチキ（2023年11月12日・19日・2024年2月11日、TBSラジオ）

### ウェブテレビ
- 鶴瓶&ナイナイのちょっとあぶないお正月2024（2024年1月1日、ABEMA） - 大縄跳び美女[28]
- カチコチTV（2024年3月22日・29日・4月5日、FANZA TV） - #168 - 170
- 東京スキャンダルクラブ（2024年5月15日 - 6月12日） - #9 - #12

### トークライブ
- お月ちゃん大集合!スペシャルトークライブイベント-ちょっとお時間いいですか?（2024年6月15日、東京・グレースバリ渋谷）[29]

### WEB掲載記事
- スマホの中身を覗き見!【村上悠華編】（2024年1月4日、fempass）
- 君の温度 第18回 村上悠華（2024年10月17日、fempass）